# José Dammert Bellido
José Antonio Dammert Bellido, SSCC (Lima, 20 de agosto de 1917 - Lima, 10 de septiembre de 2008) fue un sacerdote recoleto, Obispo de Cajamarca y Presidente de la Conferencia Episcopal Peruana.

## Biografía
José Dammert Bellido fue nieto de Juana Alarco de Dammert, fue el tercero de cinco hermanos (Enrique, Manuel, José, Juan Luis y Laura). Realizó sus primeros estudios escolares en el Colegio Deutsche Schule en Lima, teniendo como compañeros a los hermanos Carlos y Walter Ledgard. Debido a la crisis del año 1929, el colegio tuvo que cerrar, pasando a estudiar al Colegio italiano, hoy Colegio Antonio Raimondi, ganando al final de la secundaria una beca para estudios de Derecho en Italia. Luego de realizar su doctorado en jurisprudencia civil en la Universidad de Pavía en el Colegio Ghislieri, Italia, se vinculó con la Pontificia Universidad Católica del Perú. En 1939, cuando Ernesto Alayza Grundy ocupaba el cargo de secretario general, se incorporó como su ayudante. Durante su tiempo de formación eclesiástica y los primeros años de ejercicio de su ministerio, Dammert no se alejó de la Universidad. Fue profesor de Derecho Romano, Derecho Canónico y Público Eclesiástico en la Facultad de Derecho, además de ocupar los cargos de Vicerrector (1952-1958) y Secretario General (1947-1958) de la Pontificia Universidad Católica del Perú. En 1997 se le nombró profesor emérito del Departamento Académico de Derecho de la PUCP. 

### Sacerdocio
Fue ordenado sacerdote el 21 de diciembre de 1946.

### Episcopado
En 1958, el papa Pío XII lo nombró Obispo Auxiliar de Lima; y en 1962, el papa Juan XXIII dispuso su traslado a Cajamarca. 
Fue Obispo de Cajamarca (1962-1992) y luego nombrado Obispo Emérito.
Experto en Derecho Canónico de prestigio internacional, fue uno de los obispos que impulsó un cambio en la Iglesia latinoamericana durante los años 60, 70 y 80. 
La Conferencia Episcopal Peruana le otorgó, en dos oportunidades, la Medalla de Oro de Santo Toribio de Mogrovejo. El primer reconocimiento le fue entregado en enero del 2002, en el marco de la 81.ª Asamblea Plenaria del Episcopado por su gran servicio a la Iglesia en el Perú.
El segundo reconocimiento le fue entregado en enero del 2008, en el marco de la 91.ª Asamblea Plenaria del Episcopado Peruano, con motivo de sus Bodas de Oro de Ordenación Episcopal.
Participó activamente en la Acción Católica Peruana. Fue asesor del movimiento Unión Nacional de Estudiantes Católicos (UNEC), Vice- Presidente de la Comisión Episcopal de Educación, Presidente de la Comisión de Movimientos Laicos y Presidente de CEAPAZ, entidad integrante de la Coordinadora Nacional de Derechos Humanos.
En la madrugada del 10 de septiembre del 2008, en el Colegio Sagrados Corazones Recoleta, falleció a la edad de 91 años. Sus restos fueron sepultados en el Cementerio Presbítero Maestro de Lima.